# Emmersdorf an der Donau
Emmersdorf an der Donau osztrák mezőváros Alsó-Ausztria Melki járásában. 2025 januárjában 1776 lakosa volt. 

## Elhelyezkedése

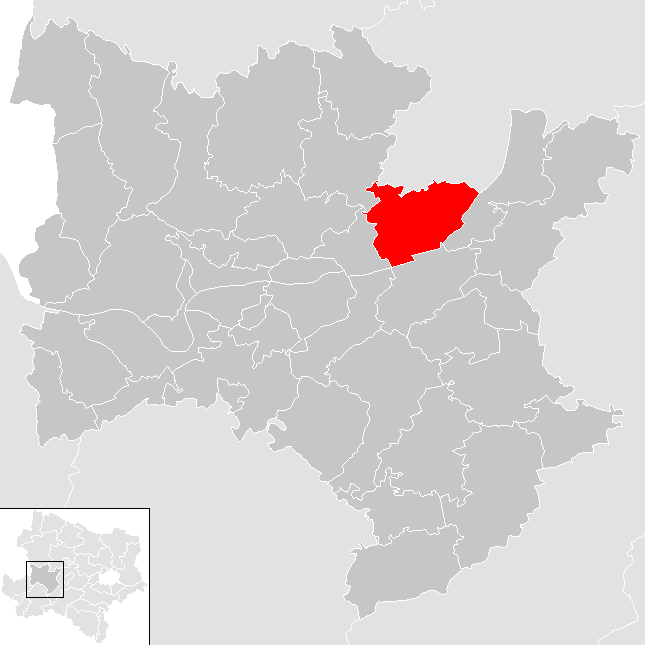
Emmersdorf an der Donau a Melki járásban

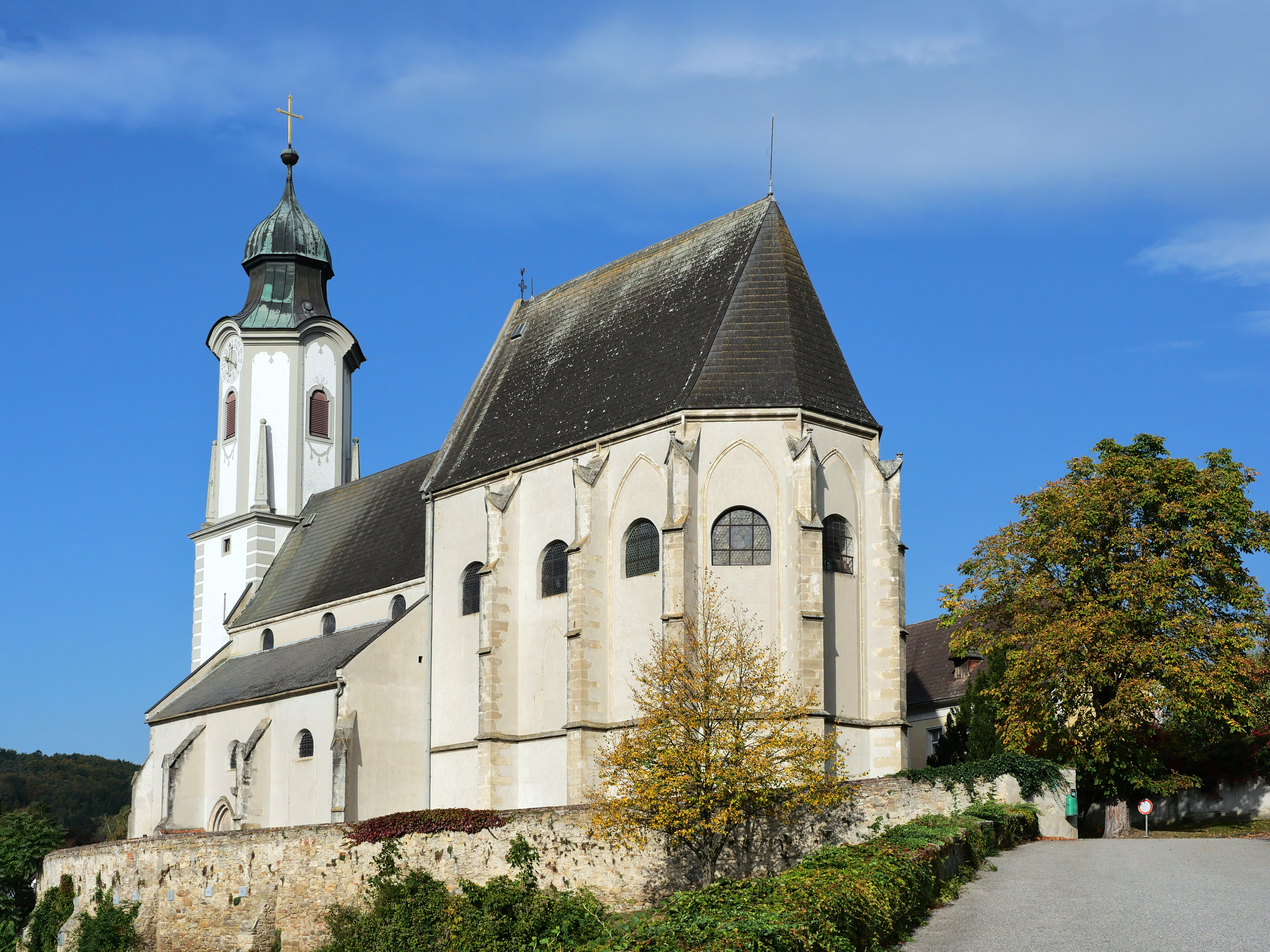
A Szt. Miklós-plébániatemplom

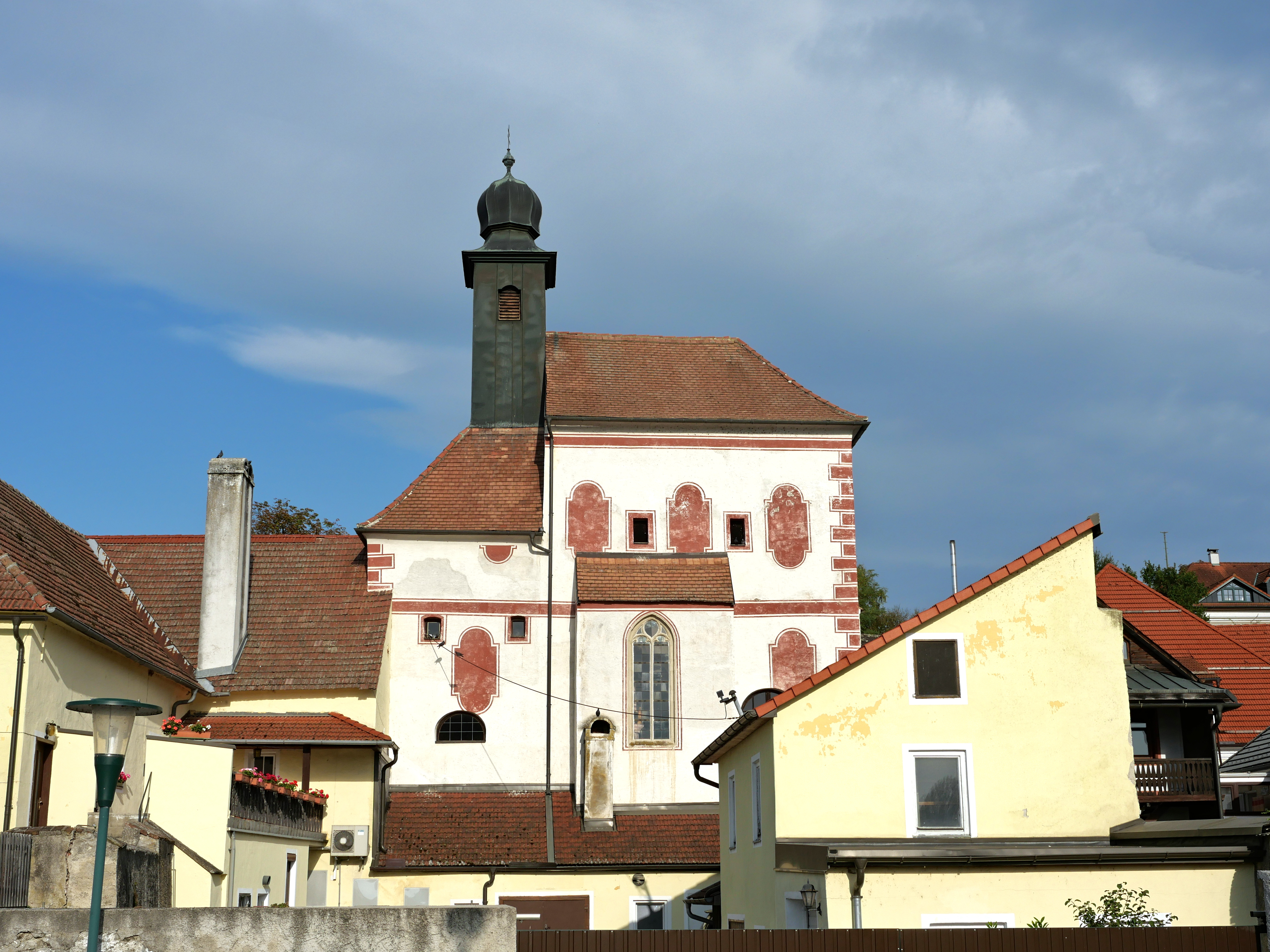
A Mária Magdolna-kápolna

Emmersdorf an der Donau a tartomány Waldviertel régiójában, Wachau tájegységében fekszik a Duna bal partján. Területének 53,2%-a erdő, 32,7% áll mezőgazdasági művelés alatt. Az önkormányzat 14 települést egyesít: Emmersdorf an der Donau (750 lakos 2025-ben), Fahnsdorf (78), Gossam (251), Grimsing (115), Hain (123), Hofamt (139), Luberegg (12), Mödelsdorf (23), Pömling (55), Rantenberg (36), Reith (23), Sankt Georgen (132), Schallemmersdorf (39), Seegarten. 
A környező önkormányzatok: északra Maria Laach am Jauerling, keletre Schönbühel-Aggsbach, délre Melk, délnyugatra Zelking-Matzleinsdorf, nyugatra Leiben, északnyugatra Weiten.

## Története
Az emmersdorfi Duna-átkelőt már a történelem előtti időkben is használták; a mederben átkelés előtti áldozatok nyomait találták meg. Az önkormányzat területén az urnamezős kultúrához (i. e. 1250-750) köthető edényeket, tálakat, nyeles csészéket találtak (ezek ma a melki múzeumban láthatóak). A gossami vár templomában egy római-kori sírkövet használtak oltárként.
Emmersdorfot 1133/1136-ban említik először Cemarstorf néven. A település 1100-tól a weiteneggi uradalomhoz tartozott; 1220-ban hercegi tulajdonba került. Vára valószínűleg soha nem volt. 1259-ben II. Ottokár király ugyanolyan vám- ás adóprivilégiumokat adományozott neki, mint Steinnek és Kremsnek, de vásártartási jogot nem kapott. Temploma eleinte a melki apátság felügyelete alá tartozott, a 11. századtól Weitenhez, majd 1336-ban önálló egyházközséggé vált. A 16. században a lakosság többsége áttért a protestáns hitre. 1593-tól a birtok a Hoyos bárók kezére került, akik visszaállították a katolikus misézést és katolikus iskolát létesítettek. Az 1596/97-es alsó-ausztriai parasztfelkelés során az emmersdorfiak Georg Prunner szabó vezetésével elfoglalták Pöggstall városát, majd Persenbeug várát. A gossamiak más lázadókkal együtt ostrom alá vették St. Pölten városát. A császári csapatok szétverték őket, vezetőiket pedig kivégezték. 
1652-ben "reformációs bizottságot" alakítottak, hogy visszakényszerítsék a lakosokat a katolikus egyházba. Emmersdorfban és Weitenben 965 protestánst írtak össze, akik közül 859-en katolizáltak, 67-en gondolkodási időt kértek, 39-en pedig inkább kivándoroltak. Egy 1705-ös vérhasjárványban 113-an haltak meg. 1809-ben Napóleon katonái ismét behurcolták a  vérhast, amely ekkor 49 áldozatot követelt. 
A település gazdaságának fontos ága volt a fakitermelés; a rönköket a Dunán úsztatták le Bécsbe. Az 1800-as években a Habsburgok családi birtokokat kezelő hivatala megvásárolta a Hoyos családtól a persenbeugi és emmersdorfi uradalmakat. 1848-ban megszűnt a feudális birtokrendszer és megalakult Emmersdorf önkormányzata. 1909-ben megnyitották a Krems és Grein közötti Duna-menti vasút, amely Emmersdorfot is bekötötte a vasúti hálózatba. 1973-ban megépült az Emmersdorf és Melk közötti Duna-híd. A következő évben a település a Kremsi járásból átkerült a közelebbi Melki járásba. 

## Lakosság
A Emmersdorf an der Donau-i önkormányzat területén 2025 januárjában 1776 fő élt. Lakosságszáma 1961 óta gyarapodó tendenciát mutat. 2023-ban az ittlakók 93,6%-a volt osztrák állampolgár; a külföldiek közül 1,5% a régi (2004 előtti), 2,6% az új EU-tagállamokból érkezett. 0,7% a volt Jugoszlávia (Horvátország és Szlovénia kivételével) vagy Törökország; 1,6% egyéb ország polgára volt. 2001-ben a lakosok 92%-a római katolikusnak, 1,1% evangélikusnak, 0,5% ortodoxnak, 1,5% mohamedánnak, 3,2% pedig felekezeten kívülinek vallotta magát. Ugyanekkor 6 magyar élt a mezővárosban; a legnagyobb nemzetiségi csoportot a német anyanyelvűeken (96,6%) kívül a törökök alkották 0,8%-kal.  
A népesség változása:

| 2016 | 1 754 |
| 2018 | 1 778 |

## Látnivalók
- a Szt. Miklós-plébániatemplom
- a Mária Magdolna-kápolna
- a lubereggi kastély
- a dachbergi kilátó